# 福湘女中
福湘女子中学（Fu Siang Girls’ School，Union Girls’ High School），是湖南长沙的一所教会学校，创办于1914年，校址在长沙北门外留芳岭下长春巷。1952年收归国有，办学历史38年。

## 历史
福湘女子中学于1914年由基督教美国长老会和美国遵道会联合创办，校长为1890年来华传教的美国长老会女传教士牧亚娜女士（Annie Morton）。
福湘女中为六年制中学，学生一律寄宿。在湖南的女子中学中，该校的学费较高，规章制度较为严格，教舍、教学设施、教学质量、课外体育活动乃至校服均为一流，尤以英语教学著称。教科书除国文及本国史地外，其余均采用英文原本。
1928年，福湘女子中学在中国教育部立案，校长改由中国基督徒担任，差会继续提供经费津贴。
1952年11月，福湘女中更名为湖南省长沙市第二女子中学。1956年6月更名为长沙市第十中学，仍只招女生。1969年改为男女合校。1990年改名为长沙市电子电器职业中专学校。1995年改名为长沙市电子工业学校。

## 校训
文行忠信。

## 校歌
湖南有福湘，女学发荣光。
群姝抉策出兰房，英英跻此书堂。
芳声腾墨藻，秀质品圭璋。
沉思肆版，覃振坤纲。
中华有福湘，性海发真藏。
万灵欣会挹琼芳，长春怳若天堂。
玉阶瑶草碧，玄圃绿华香。
如偕法侣，同赴神乡。

## 校长
凌支尼女士（1919-）

## 教师
李肖聃（1881—1953）

## 校友
- 杨开慧
- 李淑一
- 刘湘英